# Piet Blom

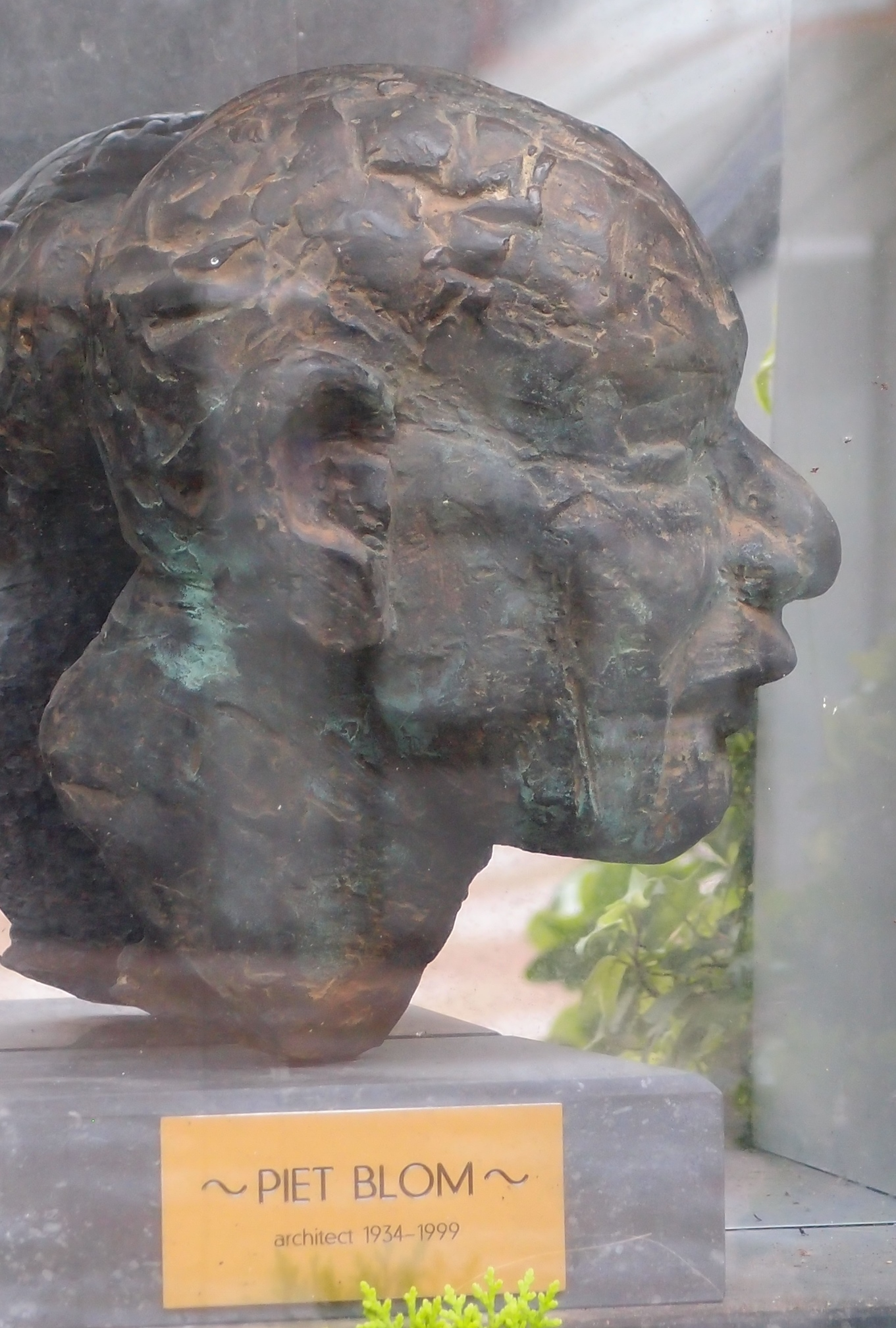
Kopf-Büste von Piet Blom an den Kubushäusern in Rotterdam

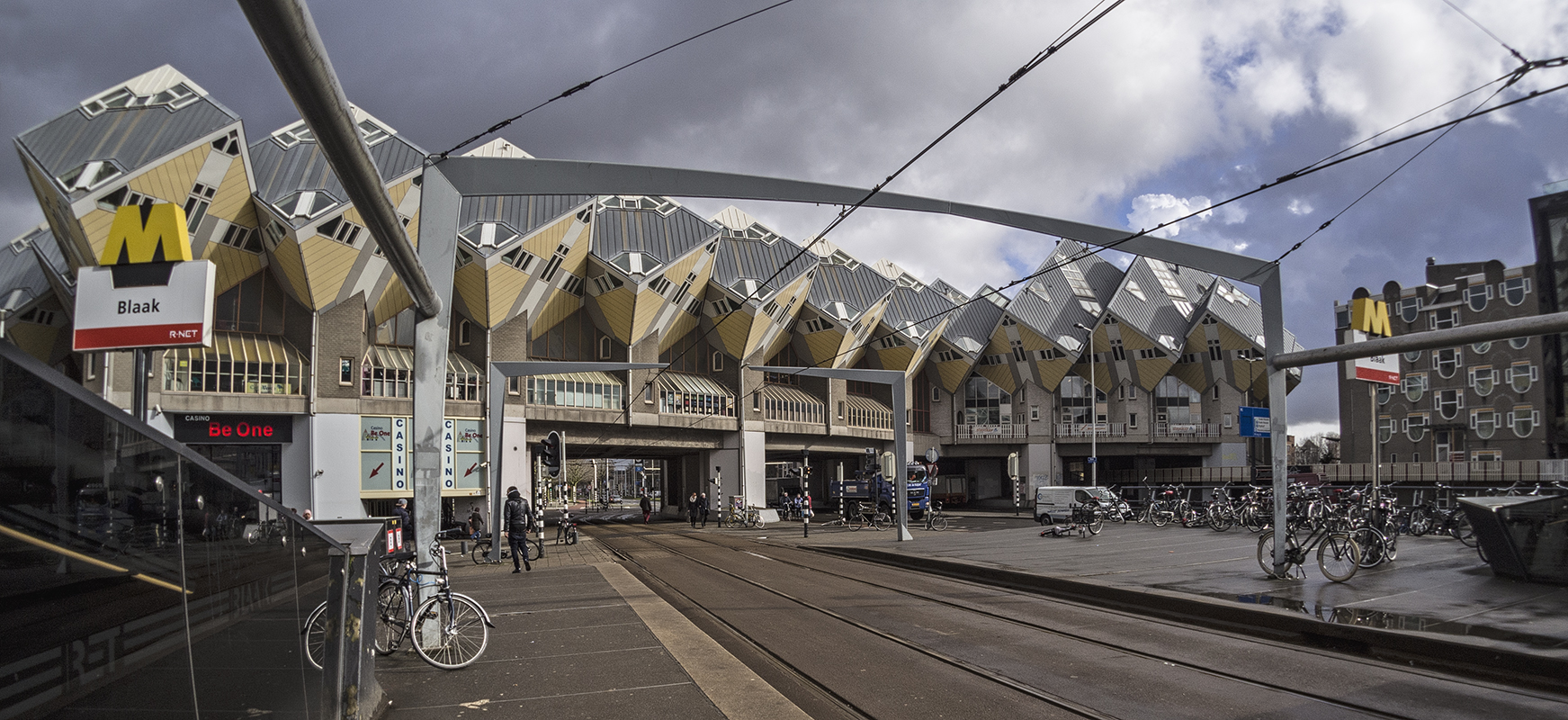
„Kubushäuser“, Rotterdam

Piet Blom (* 8. Februar 1934 in Amsterdam; † 8. Juni 1999 in Dänemark) war ein niederländischer Architekt. 

## Leben und Werk
Blom studierte 1959 an der  Amsterdamer Academie van Bouwkunst als Student von Aldo van Eyck. Er ist insbesondere durch das Projekt De Kasbah in Hengelo (1969–1973) und seine ungewöhnlichen Kubushäuser in Helmond und Rotterdam bekannt geworden. In all diesen Fällen handelt es sich um Häuser auf Säulen. Durch diese Bauweise entstand unter den Wohngebäuden Platz für Geschäfte und Gemeinschaftseinrichtungen.
Piet Blom, Aldo van Eyck und Herman Hertzberger sind die bekanntesten holländischen Vertreter der Architekturströmung Strukturalismus.